# العلاقات الإكوادورية الأيرلندية
العلاقات الإكوادورية الأيرلندية هي العلاقات الثنائية التي تجمع بين الإكوادور وجمهورية أيرلندا.

## مقارنة بين البلدين
هذه مقارنة عامة ومرجعية للدولتين:
| وجه المقارنة                                              | الإكوادور                      | جمهورية أيرلندا                                       |
| --------------------------------------------------------- | ------------------------------ | ----------------------------------------------------- |
| المساحة (كم2)                                             | 283.56 ألف                     | 70.27 ألف                                             |
| عدد السكان (نسمة)                                         | 16.62 مليون                    | 4.76 مليون                                            |
| الكثافة السكانية (ن./كم²)                                 | 58.61                          | 67.74                                                 |
| العاصمة                                                   | كيتو                           | دبلن                                                  |
| اللغة الرسمية                                             | اللغة الإسبانية، كيشوا ‏، شوار ‏ | اللغة الأيرلندية، لغة إنجليزية، الإنجليزية الأيرلندية |
| العملة                                                    | دولار أمريكي، سوكري إكوادوري   | جنيه أيرلندي، يورو، عملات اليورو الأيرلندية           |
| الناتج المحلي الإجمالي (بليون دولار)                      | 103.06 مليار                   | 333.73 مليار                                          |
| الناتج المحلي الإجمالي (تعادل القوة الشرائية) بليون دولار | 185.24 مليار                   | 318.16 مليار                                          |
| الناتج المحلي الإجمالي الاسمي للفرد دولار أمريكي          | 6.21 ألف                       | 61.13 ألف                                             |
| الناتج المحلي الإجمالي للفرد دولار أمريكي                 | 11.37 ألف                      |                                                       |
| مؤشر التنمية البشرية                                      | 0.746                          | 0.916                                                 |
| رمز المكالمات الدولي                                      | +593                           | +353                                                  |
| رمز الإنترنت                                              | .ec                            | .ie                                                   |
| المنطقة الزمنية                                           | 00                             | 00، ت ع م+01:00، أوروبا/دبلن ‏                         |

## منظمات دولية مشتركة
يشترك البلدان في عضوية مجموعة من المنظمات الدولية، منها:
| علم المنظمة | اسم المنظمة                        | تاريخ انضمام الإكوادور | تاريخ انضمام جمهورية أيرلندا |
| ----------- | ---------------------------------- | ---------------------- | ---------------------------- |
|             | مؤسسة التنمية الدولية              | 7 نوفمبر 1961          | 22 ديسمبر 1960               |
|             | يونسكو                             | 22 يناير 1947          | 3 أكتوبر 1961                |
|             | وكالة ضمان الاستثمار متعدد الأطراف | 12 أبريل 1988          | 27 أكتوبر 1989               |
|             | الأمم المتحدة                      | 21 ديسمبر 1945         | 14 ديسمبر 1955               |
|             | الفريق المعني برصد الأرض           | ?                      | ?                            |
|             | الاتحاد البريدي العالمي            | ?                      | ?                            |
|             | البنك الدولي للإنشاء والتعمير      | 28 ديسمبر 1945         | 8 أغسطس 1957                 |
|             | المنظمة الهيدروغرافية الدولية      | ?                      | ?                            |
|             | الاتحاد الدولي للاتصالات           | 17 أبريل 1920          | 8 ديسمبر 1923                |
|             | منظمة حظر الأسلحة الكيميائية       | ?                      | ?                            |
|             | مؤسسة التمويل الدولية              | 20 يوليو 1956          | 11 سبتمبر 1958               |
|             | منظمة التجارة العالمية             | ?                      | ?                            |
|             | منظمة الشرطة الجنائية الدولية      | ?                      | ?                            |

## وصلات خارجية
- موقع وزارة الخارجية الإكوادورية
- موقع وزارة الخارجية الأيرلندية